# Ferreri, I love you
Ferreri, I love you è un documentario del 2000, diretto da Fiorella Infascelli. 
È un tributo per il regista Marco Ferreri deceduto il 9 maggio del 1997.

## Cast
Hanno partecipato al documentario, diverse personalità del settore cinematografico, tra cui:
- Roberto Benigni
- Iaia Forte
- Annie Girardot
- Piera Degli Esposti
- Michel Piccoli
- Adriano Aprà
- Martine Marignac
- Riccardo Ghione
- Dacia Maraini
- Philippe Sarde
- Rafael Azcona
- Noël Simsolo
- Marina Vlady